# Robbie D'haese
Robbie D'haese (Oostende, 25 februari 1999) is een Belgisch voetballer die bij voorkeur als linksbuiten speelt. Hij stroomde in 2017 door vanuit de jeugd van KV Oostende. D'haese is ook een Belgisch voormalig jeugdinternational.

## Clubcarrière
D'haese begon te voetballen bij de jeugd van Club Brugge en KV Oostende. In het seizoen 2017/2018 stroomde D'haese door naar de eerste ploeg. Zijn debuut in Eerste klasse A kwam er op 18 april 2018 in de wedstrijd op KSC Lokeren. Twintig minuten voor tijd kwam hij Jelle Bataille vervangen. De wedstrijd eindigde op 2–2.
In december 2020 werd zijn contract bij Oostende verlengt tot de zomer van 2024.

## Nationale ploeg
D'haese doorliep verschillende Belgische jeugdteams. Hij maakte deel uit van de Belgische U18, Belgische U19 en de Belgische U21.

## Clubstatistieken
| Seizoen     | Club        | Competitie      | Competitie | Competitie | Beker | Beker | Internationaal | Internationaal | Totaal | Totaal |
| Seizoen     | Club        | Competitie      | Wed.       | Dlp.       | Wed.  | Dlp.  | Wed.           | Dlp.           | Wed.   | Dlp.   |
| ----------- | ----------- | --------------- | ---------- | ---------- | ----- | ----- | -------------- | -------------- | ------ | ------ |
| 2017/18     | KV Oostende | Eerste klasse A | 7          | 0          | 0     | 0     | —              | —              | 7      | 0      |
| 2018/19     | KV Oostende | Eerste klasse A | 9          | 2          | 0     | 0     | —              | —              | 9      | 2      |
| 2019/20     | KV Oostende | Eerste klasse A | 14         | 0          | 2     | 0     | —              | —              | 16     | 0      |
| 2020/21     | KV Oostende | Eerste klasse A | 28         | 1          | 2     | 0     | —              | —              | 30     | 1      |
| 2021/22     | KV Oostende | Eerste klasse A | 4          | 0          | 0     | 0     | —              | —              | 4      | 0      |
| Club totaal | Club totaal | Club totaal     | 62         | 3          | 4     | 0     | 0              | 0              | 66     | 3      |

Bijgewerkt op 28 december 2020.
1 Bossin ·
2 Vinck ·
3 Medley ·
4 Basila ·
5 Laes ·
6 D'Arpino ·
7 Ndicka ·
10 Rocha ·
11 Jung ·
13 Gabriël ·
14 Mebude ·
16 Dewaele ·
17 Durdov ·
19 Osifo ·
20 Musayev ·
23 Amade ·
25 Van Daele ·
26 Koziello ·
29 D'haese ·
33 Tanghe ·
36 Wylin ·
68 Ambrose ·
77 Atanga ·
88 Rodin ·
90 Berte ·
93 Badu ·
99 Albanese ·
Coach: Jamath Shoffner